# Mbanza-Kongo
Mbanza Kongo (anciennement appelée Nkumba a Ngudi, Mongo wa Kaila et Kongo dia Ngunga ,,) est une ville de la province du Zaïre, en Angola. Située aux environs des sources de la rivière M'pozo, elle compte aujourd'hui près de 212 000 habitants.

## Histoire
En 1568, les Jaga arrivent à prendre Mbanza-Kongo (São Salvador) mais les Kongos et Portugais finissent par les repousser. En contre-partie, les Portugais demandent à Alvare Ier du Kongo l’établissement de leur colonie, lequel leur permet de s’installer à Luanda.
Olfert Dapper, dans sa Description de l'Afrique de 1668, mentionne douze églises en plus de la cathédrale et des églises de l'enceinte du palais royal.
La ville qui fut autrefois la capitale du royaume du Kongo et fut appelée également São Salvador du Congo jusqu'en 1975. Plusieurs fois mise à sac pendant les guerres civiles qui ont suivi la bataille d'Ambuila en 1665, elle fut pillée ruinée, détruite et abandonnée en 1678 puis réoccupée en 1705 par la prêtresse Kimpa Vita. Le Manikongo Pierre IV du Kongo la restaure comme capitale en 1709.

## Religion
La cathédrale du Saint-Sauveur du Congo date de la fin du XVe siècle.
Mbanza-Kongo est le siège d'un évêché catholique créé le 7 novembre 1984.

## Protection
Le site est classé au patrimoine mondial de l'UNESCO le 8 juillet 2017.

## Héraldique

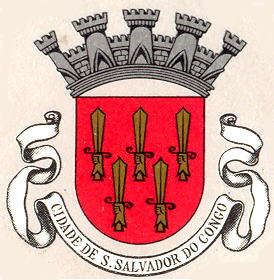
Armoiries de Mbanza-Kongo

La ville de Mbanza-Kongo porte des armoiries inspirées de celles de l'ancien Kongo : de gueules à cinq épées hautes d'or.